# ディスカバー・カーペンターズ
『ディスカバー・カーペンターズ』は、NHKラジオ第1放送で2022年4月10日-2023年4月2日まで、原則として毎週日曜15:05頃-15:55（大相撲本場所千秋楽や、高校野球などの特別編成日は休止）に放送されたカーペンターズ専門の音楽番組である。

## 概要
マイケル・ジャクソン、ザ・ビートルズ、クィーンに続く、特定の洋楽アーティストの楽曲のみに特化した「ディスカバーシリーズ」の第4作に当たる。今作はこれまでのNHK-FM放送ではなく、ラジオ第1放送での放送だった。
カーペンターズは、2022年、スペクトラムとして結成されてから満55周年、また日本武道館で初めての単独来日公演を開催してから50周年を迎え、カレン・カーペンターの死没による解散後も、根強い人気を誇る兄妹フォークデュオとして知られている。この節目をきっかけに、2022年度1年間をかけて、カーペンターズの楽曲を解説を交えて全部紹介したほか、カーペンターズにゆかりのある著名人を不定期でゲストとして迎えてのトークを行ったりした。
なお、2023年4月2日放送のファイナルでは、ディスカバーシリーズ初となる、リチャード・カーペンター本人が生出演した。

## ディスクジョッキー
- ナビゲーター:平松愛理
- カーペンターズ・ロード　コメンテーター:森俊之（ピアニスト・作曲・編曲家）
- サークル・オブ・カーペンターズ　コメンテーター:矢口清治（ディスクジョッキー・音楽評論家）

## オープニング
番組のオープニングではカーペンターズの名曲、『トップ・オブ・ザ・ワールド』（シングルバージョンの前奏）、『オンリー・イエスタデイ』（サビの部分）、『プリーズ・ミスター・ポストマン』（歌い出しの部分）、『スーパースター』（サビ）、『イエスタデイ・ワンス・モア』（サビ）がメドレー形式で放送され、『シング』（カラオケバージョン）が流れると、ナビゲーターの平松愛理による「ディスカバー・カーペンターズ」の掛け声で始まった。

## リスナーによるコーナー
1オープニングが終わるとリスナーからのリクエストやメッセージが紹介されるコーナーとなり、『二人の誓い』（カラオケバージョン）がBGMとして流され、リスナーからのリクエストやメッセージに応えていた。
2022年4月10日から9月18日までと、最終回の4月3日は主にリスナーからのリクエストに応えており、10月2日から3月12日までは主にメッセージが紹介されていた。

## 放送内容
1. カーペンターズと私（平松と矢口による鼎談）
2. オファリング（涙の乗車券）（A面）
3. 同上（B面）
4. 遥かなる影（A面）
5. 同上（B面）
6. サークル・オブ・カーペンターズ（1）
7. アルバム・カーペンターズ（A面）
8. 同上（B面）
9. サークル・オブ・カーペンターズ（2）
10. カーペンターズ・カフェ（1）　尾崎亜美
11. ア・ソング・フォー・ユー（A面　前）
12. 同上（A面　後）
13. 同上（B面）
14. サークル・オブ・カーペンターズ（3）
15. 同上（4）
16. 夏休みスペシャル・ライブ盤特集
17. カーペンターズ・カフェ（2）　Lil’ Goldwell
18. ナウ&ゼン（A面）
19. 同上（B面）
20. サークル・オブ・カーペンターズ（5）
21. 緑の地平線（ホライゾン）（A面）
22. 同上（B面）
23. サークル・オブ・カーペンターズ（6）
24. カーペンターズ・カフェ（3）　根岸孝旨
25. 見つめ合う恋（A面）
26. 同上（B面）
27. サークル・オブ・カーペンターズ（7）
28. パッセージ（A面）
29. 同上（B面）
30. サークル・オブ・カーペンターズ（8）
31. クリスマススペシャル（2時間SP）
32. メイド・イン・アメリカ（A面）
33. 同上（B面）
34. サークル・オブ・カーペンターズ（9）
35. カーペンターズ・カフェ（4）　佐橋佳幸
36. サークル・オブ・カーペンターズ（10）「ありがとう、カレンSP」
37. ヴォイス・オブ・ザ・ハート（A面）
38. 同上（B面）
39. カーペンターズ・カフェ（5）　朝妻一郎
40. 愛の軌跡～ラヴ・ラインズ～（A面）
41. 同上（B面）
42. ファイナル（2時間半SP）リチャード・カーペンター

## エンディング
４枚目のアルバム『ア・ソング・フォー・ユー』からタイトル曲がBGMとして使われ、次回の放送内容などが紹介された後、「ア・ソング・フォー・ユー」の掛け声で番組を締めくくっていたが、ナビゲーターの感情が熱くなっていた時や、最終回などでは「ア・ソーーーーーーング・フォー・ユー」と言った具合により感情のこもった言い方で番組が終わっていた。